# Hildegardia
Hildegardia es un género de plantas de la subfamilia Sterculioideae dentro de la familia Malvaceae. Contiene 16 especies.

## Especies seleccionadas
- Hildegardia ankaranensis (Arenes) Kosterm.
- Hildegardia australensis G.Leach & M.Cheek (1991)
- Hildegardia barteri (Mast.) Kosterm.
- Hildegardia cubensis (Urb.) Kosterm.  (Guana, Guanabaum)
- Hildegardia erythrosiphon (Baill.) Kosterm.
- Hildegardia gillettii L.J.Dorr & L.C.Barnett (1990)
- Hildegardia merrittii (Merrill) Kosterm.
- Hildegardia migeodii (Exell) Kosterm.
- Hildegardia perrieri (Hochr.) Arenes
- Hildegardia populifolia
- Hildegardia sundaica Kosterm.